# Luís Mata
Luís Carlos Machado Mata (Porto, 6 luglio 1997) è un calciatore portoghese, difensore del Qairat.

## Carriera

### Club
Cresciuto nelle giovanili del Porto, nel 2016 ha esordito con la seconda squadra. Nel gennaio del 2017 è passato in prestito fino al termine della stagione al Portimonense, in Segunda Liga. Rientrato al Porto, ha disputato un'altra stagione con la squadra B. Nell'estate del 2018 è stato ceduto in prestito al FC Cartagena, club militante nella terza divisione spagnola. Dopo un'ulteriore stagione con la seconda squadra del Porto, il 1º agosto 2020 è stato acquistato a titolo definitivo dai polacchi del Pogoń Stettino.

#### Nazionale
Ha rappresentato le varie nazionali giovanili portoghesi, dall'Under-15 all'Under-21.

## Statistiche

### Presenze e reti nei club
Statistiche aggiornate al 9 aprile 2022.
| Stagione              | Squadra               | Campionato            | Campionato | Campionato | Coppe nazionali | Coppe nazionali | Coppe nazionali | Coppe continentali | Coppe continentali | Coppe continentali | Altre coppe | Altre coppe | Altre coppe | Totale | Totale |
| Stagione              | Squadra               | Comp                  | Pres       | Reti       | Comp            | Pres            | Reti            | Comp               | Pres               | Reti               | Comp        | Pres        | Reti        | Pres   | Reti   |
| --------------------- | --------------------- | --------------------- | ---------- | ---------- | --------------- | --------------- | --------------- | ------------------ | ------------------ | ------------------ | ----------- | ----------- | ----------- | ------ | ------ |
| 2016-gen. 2017        | Porto B               | SL                    | 16         | 0          |                 | -               | -               |                    | -                  | -                  |             | -           | -           | 16     | 0      |
| gen.-mag. 2017        | Portimonense          | SL                    | 17         | 0          |                 | -               | -               |                    | -                  | -                  |             | -           | -           | 17     | 0      |
| 2017-2018             | Porto B               | SL                    | 23         | 1          |                 | -               | -               |                    | -                  | -                  |             | -           | -           | 23     | 1      |
| 2018-2019             | FC Cartagena          | SDB                   | 16         | 0          | CR              | 1               | 0               |                    | -                  | -                  |             | -           | -           | 17     | 0      |
| 2019-2020             | Porto B               | SL                    | 23         | 0          |                 | -               | -               |                    | -                  | -                  |             | -           | -           | 23     | 0      |
| 2020-2021             | Pogoń Stettino        | EK                    | 18         | 0          | CP              | 1               | 0               |                    | -                  | -                  |             | -           | -           | 19     | 0      |
| 2021-2022             | Pogoń Stettino        | EK                    | 25         | 0          | CP              | 0               | 0               | UECL               | 2                  | 0                  |             | -           | -           | 27     | 0      |
| Totale Pogoń Stettino | Totale Pogoń Stettino | Totale Pogoń Stettino | 43         | 0          |                 | 1               | 0               |                    | 2                  | 0                  |             | -           | -           | 46     | 0      |
| Totale carriera       | Totale carriera       | Totale carriera       | 138        | 1          |                 | 2               | 0               |                    | 2                  | 0                  |             | -           | -           | 142    | 1      |

## Palmarès

### Club

#### Competizioni nazionali
- Campionato portoghese di seconda divisione: 1

Portimonense: 2016-2017